# Diocesi di Kasongo
La diocesi di Kasongo (in latino Dioecesis Kasongoënsis) è una sede della Chiesa cattolica nella Repubblica Democratica del Congo suffraganea dell'arcidiocesi di Bukavu. Nel 2021 contava 741.664 battezzati su 2.176.000 abitanti. È retta dal vescovo Placide Lubamba Ndjibu, M.Afr.

## Territorio
La diocesi comprende il territorio di Pangi e parte di quelli di Kasongo e Kabambare nella provincia di Maniema, e il territorio di Shabunda nella provincia del Kivu Sud, nella Repubblica Democratica del Congo.
Sede vescovile è la città di Kasongo, dove si trova la cattedrale di San Carlo Borromeo.
Il territorio si estende su 75.365 km² ed è suddiviso in 16 parrocchie.

## Storia
Il vicariato apostolico di Kasongo fu eretto il 10 gennaio 1952 con la bolla Pro supremi di papa Pio XII, ricavandone il territorio dai vicariati apostolici di Baudouinville (oggi diocesi di Kalemie-Kirungu) e di Kivu (oggi arcidiocesi di Bukavu).
Il 10 dicembre 1959 il vicariato apostolico è stato elevato a diocesi con la bolla Cum parvulum di papa Giovanni XXIII.
Il 16 aprile 1962 ha ceduto una porzione del suo territorio a vantaggio dell'erezione della diocesi di Uvira.

## Cronotassi dei vescovi
Si omettono i periodi di sede vacante non superiori ai 2 anni o non storicamente accertati.
- Richard Cleire, M.Afr. † (10 gennaio 1952 - 5 aprile 1963 dimesso[2])
- Noël Mala † (5 aprile 1963 - 31 luglio 1964 deceduto)
- Timothée Pirigisha Mukombe † (29 settembre 1966 - 30 aprile 1990 dimesso)
- Christophe Munzihirwa Mwene Ngabo, S.I. † (30 aprile 1990 succeduto - 14 marzo 1995 nominato arcivescovo di Bukavu)
- Théophile Kaboy Ruboneka (2 novembre 1995 - 21 aprile 2009 nominato vescovo coadiutore di Goma)
  - Sede vacante (2009-2014)
- Placide Lubamba Ndjibu, M.Afr., dall'11 marzo 2014

## Statistiche
La diocesi nel 2021 su una popolazione di 2.176.000 persone contava 741.664 battezzati, corrispondenti al 34,1% del totale.
| anno | popolazione | popolazione | popolazione | presbiteri | presbiteri | presbiteri | presbiteri                | diaconi | religiosi | religiosi | parrocchie |
| anno | battezzati  | totale      | %           | numero     | secolari   | regolari   | battezzati per presbitero | diaconi | uomini    | donne     | parrocchie |
| ---- | ----------- | ----------- | ----------- | ---------- | ---------- | ---------- | ------------------------- | ------- | --------- | --------- | ---------- |
| 1970 | 115.438     | 485.000     | 23,8        | 41         | 7          | 34         | 2.815                     |         | 53        | 25        | 3          |
| 1980 | 160.000     | 650.000     | 24,6        | 39         | 4          | 35         | 4.102                     |         | 42        | 42        | 15         |
| 1990 | 176.959     | 630.295     | 28,1        | 48         | 9          | 39         | 3.686                     |         | 48        | 48        | 16         |
| 1999 | 220.000     | 900.000     | 24,4        | 43         | 17         | 26         | 5.116                     |         | 41        | 43        | 16         |
| 2000 | 230.000     | 900.000     | 25,6        | 27         | 22         | 5          | 8.518                     |         | 19        | 39        | 15         |
| 2001 | 240.000     | 900.000     | 26,7        | 34         | 21         | 13         | 7.058                     |         | 25        | 15        | 15         |
| 2002 | 293.840     | 900.000     | 32,6        | 41         | 22         | 19         | 7.166                     |         | 31        | 18        | 15         |
| 2003 | 336.950     | 1.050.000   | 32,1        | 44         | 25         | 19         | 7.657                     |         | 29        | 20        | 15         |
| 2004 | 230.000     | 900.000     | 25,6        | 36         | 23         | 13         | 6.388                     |         | 23        | 17        | 14         |
| 2006 | 298.675     | 965.000     | 31,0        | 41         | 27         | 14         | 7.284                     |         | 23        | 24        | 15         |
| 2013 | 590.000     | 1.298.000   | 45,5        | 40         | 32         | 8          | 14.750                    |         | 13        | 16        | 15         |
| 2016 | 611.660     | 1.404.248   | 43,6        | 54         | 44         | 10         | 11.327                    |         | 20        | 19        | 16         |
| 2019 | 675.000     | 1.542.800   | 43,8        | 51         | 46         | 5          | 13.235                    |         | 11        | 20        | 16         |
| 2021 | 741.664     | 2.176.000   | 34,1        | 53         | 46         | 7          | 13.993                    |         | 13        | 28        | 16         |